# Федин, Василий Георгиевич
Васи́лий Гео́ргиевич Фе́дин (18 июня 1926, Тула, РСФСР, СССР — 6 февраля 2005, Тула, Россия) — советский велогонщик, выступавший на треке. Участник летних Олимпийских игр 1952 года.

## Биография
Василий Федин родился 18 июня 1926 года в Туле.
Работал слесарем. Заниматься велоспортом начал в 1946 году. Первоначально участвовал в шоссейных гонках. Выступая за спортивное общество «Шахтёр», занял 2-е место в чемпионате РСФСР в гонке на 100 км.
Впоследствии переключился на трек. В 1947 году завоевал серебро чемпионата СССР в индивидуальной гонке преследования и золото в составе сборной ЦДКА в командной гонке преследования вместе с Александром Логуновым и Виктором Вершининым.
В 1952 году вновь стал чемпионом страны в командной гонке преследования, выступая за ВЦСПС вместе с Вадимом Бахваловым, Ростиславом Варгашкиным и Николаем Матвеевым.
Трижды был чемпионом СССР в гонке за лидером на 50 км: в 1951 и 1952 годах в паре с Борисом Русаковым, в 1954 году — с Михаилом Черновым.
В 1952 году вошёл в состав сборной СССР на летних Олимпийских играх в Хельсинки. Выступал в командной гонке преследования на 4000 метров вместе с Виктором Мешковым, Николаем Матвеевым и Валентином Михайловым. В квалификационном раунде советские велогонщики показали 14-й результат — 5 минут 0,1 секунды и не квалифицировались в четвертьфинал, уступив худшей из продолживших борьбу сборной Швейцарии 5,1 секунды.
В 1955 году в Иркутске побил рекорд СССР в часовой парной гонке на треке, проехав вместе с Михаилом Черновым 69 км 533 метра. Однако из-за ошибок в документации Международный союз велосипедистов не признал это достижение.
В начале 50-х годов участвовал в первых зарубежных поездках советских велогонщиков в Болгарию и Румынию.
В 1956 году завоевал серебряную медаль на летней Спартакиаде народов СССР в гонке за лидером.
В 1957 году завершил карьеру.
Мастер спорта СССР.
Впоследствии работал в Туле тренером по велоспорту.
Умер 6 февраля 2005 года в Туле. Похоронен на Смоленском кладбище в Туле.